# Моном
Моном је алгебарски израз који не укључује ни  сабирање ни одузимање. На пример, изрази {\displaystyle 4\times 3,a^{2}b^{3}} и {\displaystyle {4 \over 3}\pi r^{3}} су сви мономи.